# کروم میلف

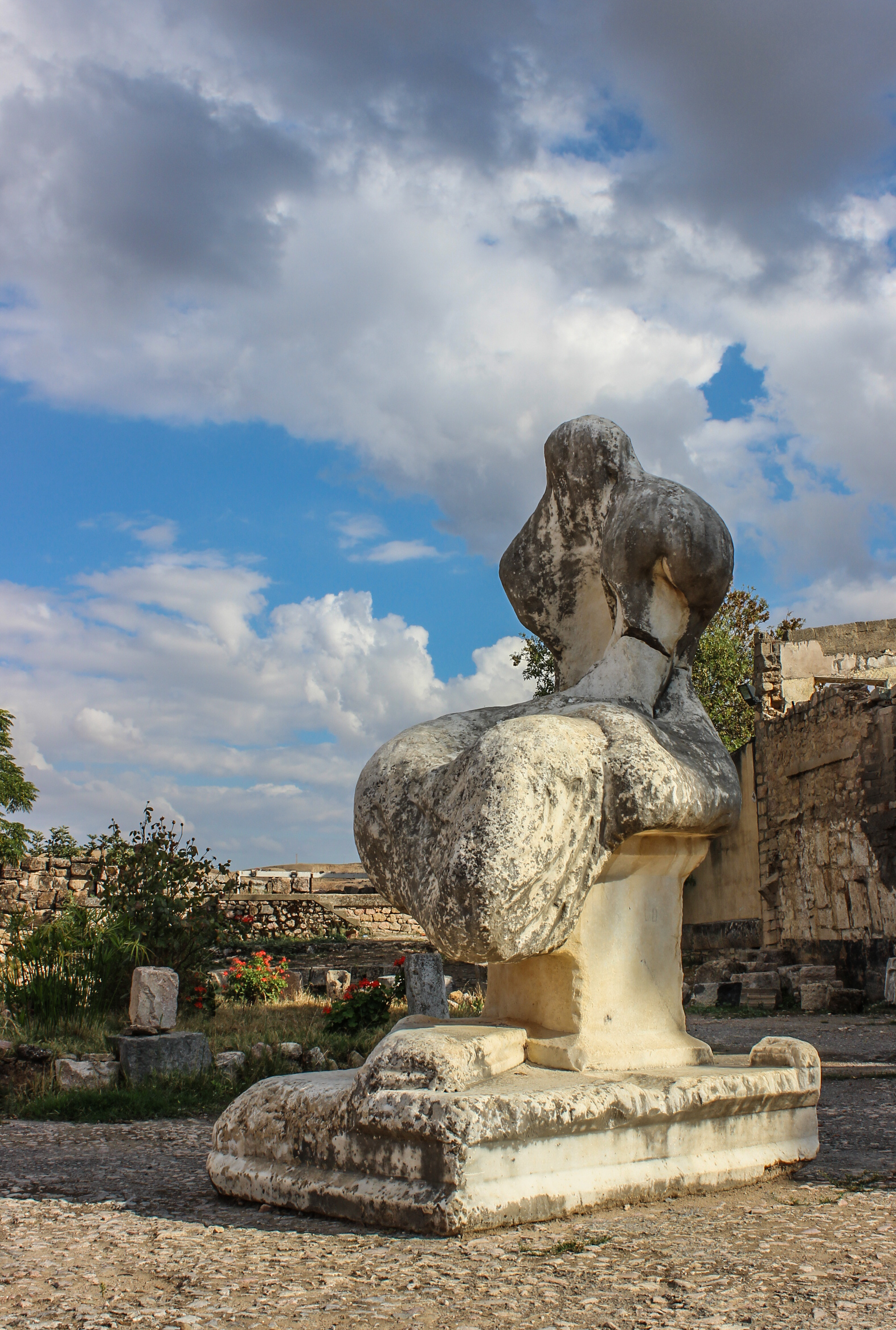
مقبره کروم میلف

کروم میلف (بلغاری: Крум Милев؛ ۱۱ ژوئن ۱۹۱۵ – ۱۹ آوریل ۲۰۰۰) بازیکن و مربی فوتبال اهل بلغارستان بود.
از باشگاه‌هایی که در آن بازی کرده‌است می‌توان به باشگاه فوتبال بشیکتاش، باشگاه فوتبال زسکا صوفیه و باشگاه فوتبال لوکوموتیو صوفیه اشاره کرد.
وی همچنین در تیم ملی فوتبال بلغارستان بازی کرده‌است.